# هولتافوش
هولتافوش (به سوئدی: Hultafors) یک منطقهٔ مسکونی در سوئد است که در بخش بولبیگد واقع شده‌است. هولتافوش ۰٫۵۷ کیلومتر مربع مساحت و ۲۲۷ نفر جمعیت دارد.